# Rue de Bretonvilliers
La rue de Bretonvilliers est une voie située sur l'île Saint-Louis, dans le 4e arrondissement de Paris, en France.

## Situation et accès
La rue de Bretonvilliers est desservie à proximité par la ligne 7 à la station Sully - Morland.

## Origine du nom
Cette voie porte le nom de Claude Le Ragois de Bretonvilliers, propriétaire des terrains sur lesquels elle fut ouverte.

## Historique
Cette voie est ouverte, quartier de la Cité, vers 1635-1636 par Claude Le Ragois de Bretonvilliers, qui y fait construire son hôtel particulier sur les plans de Jean Androuet du Cerceau. Il sera détruit en 1874 pour la construction du pont de Sully.
Par ordonnance en date du 9 décembre 1838, la rue de Bretonvilliers est alignée :
« Louis-Philippe, etc.,

Article 1 - Les alignements des rues de Bretonvilliers, de la Femme-sans-Tête, Guillaume, Saint-Louis-en-l'Île, Poulletier, Regrattier, des quais d'Anjou, de Béthune, de Bourbon et d'Orléans, à Paris sont arrêtés ainsi qu'ils sont tracés sur les plans ci-annexés, suivant les procès-verbaux des points de repère transcrits sur les dits plans.
 Donné au palais des Tuileries le 9 décembre 1838. »

## Bâtiments remarquables et lieux de mémoire
- Cette rue présente la particularité d'avoir un porche à une extrémité qui lui permet ainsi de communiquer avec la rue Saint-Louis-en-l'Île. Ce porche était le pavillon de l'hôtel de Bretonvilliers et le seul bâtiment qui a été conservé.

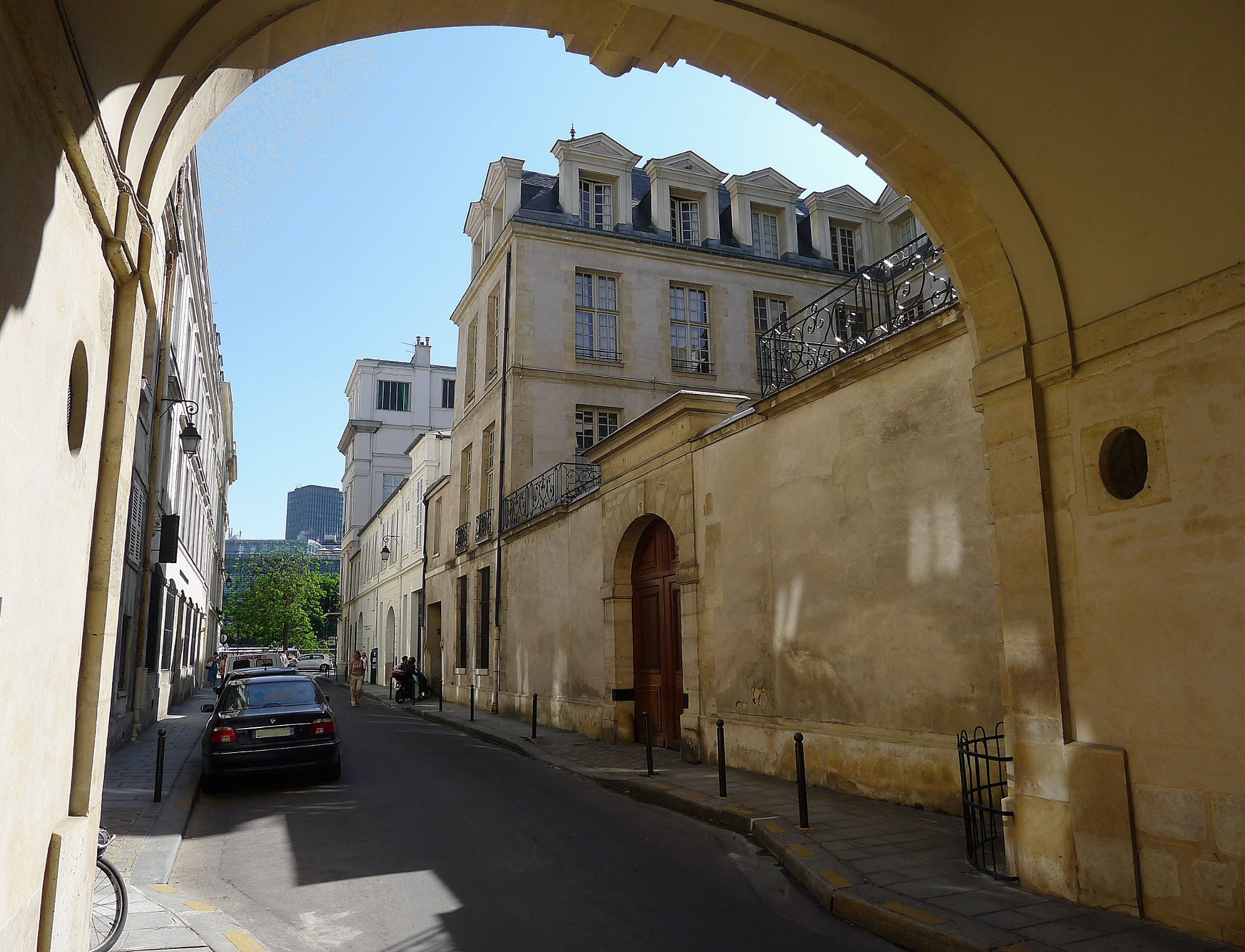
En direction du quai de Béthune.
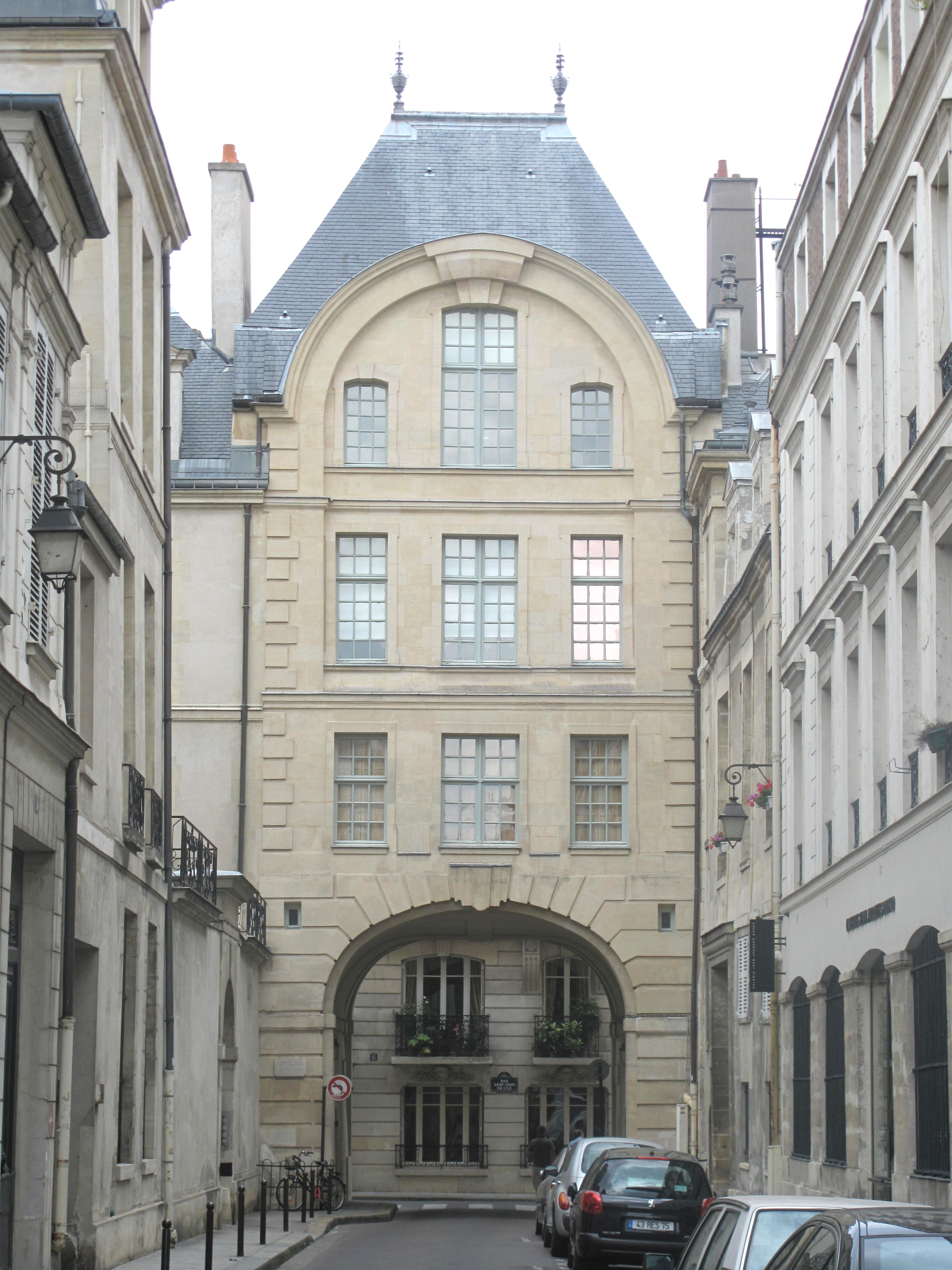
Pavillon de l'hôtel de Bretonvilliers.

## Au cinéma
- La rue apparaît au début du  film de 1964 L'Homme de Rio (entre de 11'47'' et 13'47'') où l'appartement, dans lequel vit Agnès (Françoise Dorleac) et où Adrien (Jean-Paul Belmondo) vient la rejoindre, se trouve au rez-de-chaussée de l'immeuble d'angle entre la rue de Bretonvilliers et le 16 du quai de Béthune. Agnès se fait enlever dans sa voiture dans cette rue, devant l'immeuble en face (alors au no 2 de la rue avec son entrée principale au 14, quai de Béthune).

- La rue apparaît dans le film Sous le signe du taureau de Gilles Grangier avec Jean Gabin, en 1969.